# Gianni Ocleppo
Gianni Ocleppo (* 6. April 1957 in Canale, Provinz Cuneo, Piemont) ist ein ehemaliger italienischer Tennisspieler.

## Karriere
Ocleppo stand 1979 und 1980 im Finale der nationalen italienischen Tennismeisterschaften. 1979 stand er erstmals in einem Einzelfinale auf der ATP World Tour. 1980 gewann er zwei Doppeltitel und im Jahr darauf gewann er in Linz seinen ersten und einzigen Einzeltitel durch einen Finalsieg über Mark Edmondson. Bis 1987 stand er insgesamt fünf Mal in einem Doppelfinale. Seine höchste Notierung in der Tennis-Weltrangliste erreichte er 1979 mit Position 30 im Einzel sowie 1987 mit Position 53 im Doppel.
Seine besten Einzelresultate bei Grand-Slam-Turnieren waren drei Drittrundenteilnahmen bei den US Open. Im Doppel erreichte er 1978 das Achtelfinale der French Open.
Ocleppo bestritt zwischen 1980 und 1986 sieben Einzel- sowie fünf Doppelpartien für die italienische Davis-Cup-Mannschaft. 1980 stand er mit der Mannschaft im Finale der Weltgruppe. Bei der 1:4-Finalniederlage gegen die Tschechoslowakei kam er im unbedeutenden letzten Einzel zum Einsatz und unterlag Ivan Lendl in zwei Sätzen.

## Persönliches
Bis 2003 war Ocleppo mit Dee, die später Tommy Hilfiger ehelichte, verheiratet, mit ihr hat Ocleppo zwei Söhne. Sein Sohn Julian ist ebenfalls Tennisspieler und Gianni gehört zu seinem Trainerstab.

## Erfolge
| Legende                       |
| Grand Slam                    |
| Tennis Masters Cup            |
| ATP Masters Series            |
| ATP International Series Gold |
| ATP International Series (3)  |
| ATP Challenger Tour (4)       |

### Einzel

#### Turniersiege

##### ATP Tour
| Nr. | Datum         | Turnier | Belag     | Finalgegner    | Ergebnis |
| --- | ------------- | ------- | --------- | -------------- | -------- |
| 1.  | 30. März 1981 | Linz    | Hartplatz | Mark Edmondson | 7:5, 6:1 |

##### Challenger Tour
| Nr. | Datum             | Turnier    | Belag     | Finalgegner     | Ergebnis |
| --- | ----------------- | ---------- | --------- | --------------- | -------- |
| 1.  | 22. November 1982 | Benin City | Hartplatz | Nduka Odizor    | 6:3, 6:3 |
| 2.  | 11. Februar 1985  | Ogun       | Hartplatz | Mark Wooldridge | 6:4, 6:1 |

#### Finalteilnahmen
| Nr. | Datum              | Turnier  | Belag         | Finalgegner    | Ergebnis      |
| --- | ------------------ | -------- | ------------- | -------------- | ------------- |
| 1.  | 25. November 1979  | Bologna  | Teppich       | Butch Walts    | 3:6, 2:6      |
| 2.  | 23. März 1980      | Metz     | Hartplatz (i) | Gene Mayer     | 3:6, 3:6, 0:6 |
| 3.  | 22. September 1980 | Bordeaux | Sand          | Mario Martínez | 0:6, 5:7, 5:7 |

### Doppel

#### Turniersiege

##### ATP Tour
| Nr. | Datum             | Turnier | Belag | Partner                   | Finalgegner                 | Ergebnis |
| --- | ----------------- | ------- | ----- | ------------------------- | --------------------------- | -------- |
| 1.  | 16. Juni 1980     | Wien    | Sand  | Christophe Roger-Vasselin | Pavel Složil Tomáš Šmíd     | kampflos |
| 2.  | 8. September 1980 | Palermo | Sand  | Ricardo Ycaza             | Víctor Pecci Balázs Taróczy | 6:2, 6:2 |

##### Challenger Tour
| Nr. | Datum             | Turnier    | Belag     | Partner        | Finalgegner                    | Ergebnis      |
| --- | ----------------- | ---------- | --------- | -------------- | ------------------------------ | ------------- |
| 1.  | 22. November 1982 | Benin City | Hartplatz | Hans Kary      | Colin Dowdeswell Haroon Ismail | kampflos      |
| 2.  | 30. April 1984    | Parioli    | Sand      | Simone Colombo | John Frawley Michiel Schapers  | 4:6, 6:4, 6:3 |

#### Finalteilnahmen
| Nr. | Datum              | Turnier  | Belag | Partner          | Finalgegner                         | Ergebnis      |
| --- | ------------------ | -------- | ----- | ---------------- | ----------------------------------- | ------------- |
| 1.  | 22. September 1980 | Bordeaux | Sand  | Ricardo Ycaza    | John Feaver Gilles Moretton         | 3:6, 2:6      |
| 2.  | 15. März 1981      | Kairo    | Sand  | Paolo Bertolucci | Ismail El Shafei Balázs Taróczy     | 7:6, 3:6, 1:6 |
| 3.  | 5. Oktober 1986    | Palermo  | Sand  | Claudio Mezzadri | Paolo Canè Simone Colombo           | 5:7, 3:6      |
| 4.  | 19. April 1987     | Nizza    | Sand  | Claudio Mezzadri | Sergio Casal Emilio Sánchez Vicario | 4:6, 3:6      |
| 5.  | 18. Mai 1987       | Florenz  | Sand  | Paolo Canè       | Wolfgang Popp Udo Riglewski         | 4:6, 4:6      |